# Мазурівка (Тульчинський район)
Мазурі́вка — село в Україні, у Тульчинській міській громаді Тульчинського району Вінницької області. Населення становить 2010 осіб.
Неподалік від села знаходиться ландшафтний заказник місцевого значення Марусине.

## Історія
7 (20) листопада 1917 року, відповідно до Третього Універсалу Української Центральної Ради, увійшло до складу Української Народної Республіки.
12 червня 2020 року, відповідно до Розпорядження Кабінету Міністрів України від  № 707-р «Про визначення адміністративних центрів та затвердження територій територіальних громад Вінницької області», увійшло до складу Тульчинської міської громади.
19 липня 2020 року, в результаті адміністративно-територіальної реформи та ліквідації Тульчинського району, село увійшло до складу новоутвореного Тульчинського району.

## Населення

### Мова
Розподіл населення за рідною мовою за даними перепису 2001 року:
| Мова       | Кількість | Відсоток |
| ---------- | --------- | -------- |
| українська | 1968      | 97.91%   |
| російська  | 39        | 1.94%    |
| румунська  | 2         | 0.10%    |
| білоруська | 1         | 0.05%    |
| Усього     | 2010      | 100%     |